# أوريليو سواريز
أوريليو سواريز (بالإسبانية: Aurelio Suárez)‏ هو رسام إسباني، ولد في 14 يناير 1910 في خيخون في إسبانيا، وتوفي بنفس المكان في 10 أبريل 2003.